# ルーシ族
ルーシ族（ルーシぞく、古ルーシ語：Роусь）は、中世東ヨーロッパに侵入したヴァリャーグの内、ルーシ・カガン国やノヴゴロド公国及びキエフ大公国を建国した集団に対して、かつての東スラヴ人が用いた呼称。
中世から近世に至る、東スラヴ人の事を指すルーシ人とは異なる。
民族系統についてはノルマン説に従えばスウェーデン人の一グループとされる（論拠として確立されている訳ではない事に注意。あくまでもノルマン支持者の論説の一部）。
原初年代記などといった中世諸国の文書記録では、彼らがノルマン人でありヴァイキングであったことが示唆されているため、ノルマン説が有力であると見られている。これらの文書は、俗説なども含むものの、概ね複数の文明圏の文献などによって推察されている。もっとも確証ある訳ではなく、特に東欧の反ノルマン説論者からの異議として、彼らが本当に「ノルマン人の部族」を指した名称であったのかについての論争が続けられている。ロシアなどでは特定の民族名と言うよりも、東スラヴ人の部族連合のひとつであるポリャーネ族が自称した国号名からの語源が主流となっている。一方で、ルーシ・カガン国の民族構成から、ノルマン人や東スラヴ人の中の一部族ではなく、複数の民族の混血であったとも言われている。

## 概要
ルーシ（ルス）という名称は、東スラヴ人が初めて記述した歴史書「原初年代記『過ぎし日々の物語』（ネストル年代記）」に登場する。そこではヴァリャーグを追放した後、内乱に悩んだスラヴ人貴族たちがヴァリャーグの実力者を王に迎えたいと彼らに嘆願し、それに答えて王として訪れたリューリクが率いてきた集団と書かれている。つまりはリューリクの出身部族、即ちノルマン系の民族を指す言葉として使用されて来た。
しかし近代以降のナショナリズムの中で、帝政ロシア時代の民族主義的な人々は、「ルーシにおけるヴァイキング」という俗説に疑義を唱えるようになった。これが端緒となり、スラヴと民族系統の違うノルマン人を国家成立の起源とすることに疑いの声が寄せられるようになり、ロシア・東欧の歴史学会で盛んに「ノルマン起源」に対する疑問説が交わされるようになった（反ノルマン説）。当初は民族主義的イデオロギーにより検証の面でいく分論拠に乏しいものであった。これはソ連の研究史においても発展し、旧ソ連の共産党機関誌「プラウダ」でも強調的に主張され、。のち、これは再検討がなされ、考古学的証拠を中心とした研究が行われるようになった。これに対してノルマン起源であることを擁護する立場をノルマン説といい、ノルマン説の学者たちは、当初は、原初年代記および海外文献や資料などを中心に用いて研究を進めたが、現在は考古学的証拠も含めて研究されている。
反ノルマン説・ノルマン説の論戦はルーシ族という特定の統一された部族が実際に存在したのかどうかについても行われた。反ノルマン説は、主にソ連の研究史からスラヴ的な呼称に起源を求めているのに対し、ノルマン説が有力視される証拠として、原初年代記に登場するホルムガルド (ノヴゴロド) やリューリクなどの固有名詞が北ゲルマン語群に属する古ノルド語に由来すると主張した。彼らは特に、ルーシ族の存在を示唆する複数の歴史的な文書記録があると主張している。9世紀のフランク王国における年代記である「サンベルタン年代記」に記載された中で、みずからを「Rhos」（ロース、ロス）と呼ぶヴァイキング（ヴァリャーグ）の一団が登場するが、ノルマン説派はこれに注目し、この「Rhos」は、ルーシ、あるいはルスのことであり、初期のルーシ族のことであると主張している。この一団は、フランク王ルートヴィヒ1世に対して、ロシアの北部に住んでいるが、先祖の出身地はスウェーデンである、と述べたと書かれている。真偽はともかく、ルーシと呼ばれていた人々は、少なくともスカンディナヴィアの人々と何らかの交流があったのであろう。
ルーシの人々が建国したという「ルーシ・カガン国」の民族構成は、スラヴ人、バルト人、フィン人、テュルク系民族、あるいは一部は過去にキエフに到達していたゲルマン系の東ゴート族の生き残りも含まれていたとされている。その人々の中にノルマン人（ノース人）の植民者がおり、ルーシと呼ばれていた。そのルーシは、ノルマン人なのか、ルーシ・カガン国において支配階級であったのかどうか、という点でノルマン説と反ノルマン説の論争が続いている。ノルマン説は、ルーシはヴァリャーグを構成する部族で、彼らはルーシ・カガン国の創設者と言われている。
反ノルマン説では、ヴァリャーグが仮にノルマン人であっても、彼らはもともと交易商人であり、のちに現地の有力者たちとともにルーシの支配階級を構成した人々、すなわち初期ルーシ貴族の一部にすぎなかったとし、スラヴ諸民族の習俗から、リューリクが外来のヴァリャーグ出身であっても、むしろ外来であるからこそ、互いに牽制する関係にあった現地の有力貴族たちから推されて長となったものであるとする。（このような、国内の利権の衝突を避けるためにわざわざ外来の人を元首に据える例はポーランドのヤギェウォ朝やその後の選挙王政などにもみられる。）
さらには、コロチン文化の存在により、もしくはそうした人々の混血であったかもしれないという説もある。このように、現代の論争はノルマン説、反ノルマン説、そのどちらとも言えない状態となっている。
ルーシ族は、武装した船団を持ち、河川を遡った。原初年代記に記されるリューリクは、ラドガ湖を下ったヴォルホフ川下流にあったスタラヤ・ラドガ（古ノルド語:「アルデイギュボルグ」（Aldeigjuborg））の支配者であり、862年頃にノヴゴロド（古ノルド語:「ホルムガルド」）を征服しノヴゴロド公国を建国したと記されている。原初年代記に記される以前にノルマン人は、スウェーデンのビルカなどを拠点とし、バルト海沿岸に地歩を固め、航行してネヴァ川などからラドガ湖を経てそこから川伝いに南を目指した。ビルカには、東方のロシア、ヴォルガ川流域からの物産が見つかっている。彼らはヴォルガ川からカスピ海へ、ドニエプル川から黒海への交易航路を有していたが、ヴァリャーグたちにとっては難航路だった。ノルマン説の立場からは、この交易路の確保のためにこの地に拠点となる「支配体制」を確立させる必要性があったことになる。反ノルマン説では、交易を主体とする交流であったならば、彼らはアルメニア人など同様の単なる交易商隊であれば、彼らによる支配体制の必然性はないということになるが、ヴァイキングであれば定住し、国家の創設に関わり、それぞれの国・地域に同化して行ったことになる。
ノルマン説の立場を追うと、年代記に記されるリューリクら三兄弟はヴァリャーグと呼ばれ、住民はその支配者たちを、「ルス」と呼称した。ルーシ族もまた、同様な足跡を辿り、リューリクの部下とされるアスコルドとジールはキエフを支配し、後にリューリクの親族であるとされるオレグがキエフを奪いキエフ大公国を樹立したと言われている。なお、ヴァリャーグは、黒海にも進出したが、オレグもまた黒海への交易路を抑え、「ヴァリャーギからギリシアへの道」と呼ばれる水陸交易路を完成させたと言う。リューリクの子とされるイーゴリは、この経路を伝い、東ローマ帝国に遠征している。
この様な初期ルーシ族の活動は、ルーシ原初年代記の『過ぎし日々の物語』によってしか言及されておらず、肝心のスウェーデン側からの文献はない（ルーシ・カガン時代のルーシ族への言及は、ルーン石碑に刻銘されている。→ノルマン説を参照）。このことは、後年、歴史家たちの論争に発展し、史実ではなく、伝承、伝説であるとの主張を生む結果となった。
ノルマン説によれば、リューリクたちの活動は、年代記に記されている様なスラヴ人貴族側からによる招致ではなく、他のヴァイキング同様、征服者あるいは武装船団（海賊）であったことになる。
後期ルーシ族は急速にスラヴ化し、人名にも東スラヴの言語が用いられる様になったということになる。そしてキエフ大公スヴャトスラフ1世は多数の史料で裏付けることができる東スラヴ人の「リューリク朝」の初の代表者、若しくは創立者となったと言える。スヴャトスラフ1世が確立していた従士制度はゲルマン人起源であるとされ、この従士団はスカンディナヴィア出身であるとされ、スヴャトスラフ1世の子ウラジーミル1世が、スウェーデンで兵士を募りルーシに遠征している。彼らスウェーデン人はルーシに来た最後のヴァリャーグの集団だったとされている。ノルマン説の支持者たちは、ウラジーミル1世は、その統治の初期に親スカンディナヴィア政策を取り、ルーシ族の植民を奨励していることをも根拠としている。しかし、彼らの子孫であるヤロスラフ1世は、後世発掘された遺体の研究によって、スラヴ的特徴が多く見られ、これはその頃までにキエフ・ルーシが東スラヴ人のルーシ人の国家となっていたことを示しているといえる。

### ノルマン説
ノルマン説を論じる者は北欧や西欧の歴史家に多く、近現代においてはロシアを除いて東欧諸国の政治力は非常に弱かったため、現在でも世界の歴史家（注意：歴史家は歴史学者ではない）はこの支持者が多い。
そのような過去の時代においてノルマン説に立っていた歴史学者たちは、「原初年代記」に登場するリューリクを実在の人物とし、ルーシもまた彼の率いたヴァリャーグの一団であると主張した。彼らの論拠は主に中世に書かれた文書記録にある。彼らはルーシ最初期の歴史書で作者不明（一説には年代記者ネストル）「原初年代記」の信憑性は高いものであると主張、同書に東スラヴ人に関する記述が少なく逆にノルマン人に関する記述が多いことから、ルーシが古ノルド語に由来する言葉であると考えている。彼らはまた、東ローマ帝国やイスラム、フランク王国などの海外文献においては「ルーシ」と「スラヴ」がはっきりと使い分けられていることを指摘している。特にフランクの文献である「サンベルタン年代記」には「スウェーデン人＝ルーシ人」という記述が記されている。さらにスウェーデン側にある唯一の記録は、ルーン石碑に刻銘されたものである。この石碑のおよそ10パーセントは海外へ行って死んだ人物を知らせるもので、「サンベルタン年代記」や「クレモナのリウトプラント」と同時代のものであり、その中にはビザンティウムを訪問したルーシ族がスカンディナヴィアの住民であると銘文されている石碑もある。
以上のことから、ノルマン説の学者らは「ノルマン人の一派としてのルーシ族」として推測し、ラドガなどバルト海沿岸に植民し、さらに川伝いにロシア平原へと拡張して行ったとされ（年輪年代学による発掘品の調査などから史実と考えられている）、東スラヴ人の地に溶け込み定住し、多数を占める東スラヴ人に同化されていったと考えている。早くも10世紀には、彼らの使用していた古ノルド語ではなく、スラヴ語圏のルーシ語に取って代わられたとし、そして近世まで使用されたスラヴ人としての“ルーシ人”が形成されたとしている。
ただし、ノルマン説の論者たちも、ルーシ族が北ゲルマン語群である古ノルド語を使用していたかについては断言出来ないとしている。たとえ使用していたとしても、次第に現地の言語に取り込まれて行ったと考えられている。彼らが初期にどの言語に属していたかははっきりしていなくとも、彼らが武装船団を率いていたことは、同時代のヴァイキングと同じであり、しかもノルマン人がラドガ湖まで進出、移住していたことが、発掘などにより明らかになっており、ルーシと呼ばれる人々もその影響下でルーシ・カガンの国家群を形成したとフランク、東ローマ、イスラームなど中世諸国の文献が伝えていることからノルマン説は、後述の反ノルマン説よりも情報源としては進んでいると言える。

### 反ノルマン説
現代の反ノルマン説の学者たちは、中世の文書記録は、事実関係の間違いが多いということに着目し、考古学的側立場から研究を行っている。
まず「原初年代記」が史実を記しているというよりも、伝説としての部分が大きいと指摘する。事実、同書は伝承的性格の濃い書物であり、史実を正確に反映していたとは言い難いとする。反ノルマン説は歴史学者（注意：歴史家ではない）からの提起が多い。
またノルマン派が論拠とする「原初年代記」の中でも、ヴァリャーグとルーシは別の存在を指す言葉として用いられている。ルーシがヴァリャーグ（ノルマン人）の下位概念であった可能性もあるが、そのノルマン人側の歴史書には「ルーシ」という部族名は全く伝えられていない。さらにノルマンの本拠であるバルト海（北海は、ゲルマンの海）がスラヴ人から「ヴァリャーグの海」と呼ばれていたのに対して、ノルマン人と関連のない黒海が「ルーシの海」と呼ばれていたという記述もある（黒海もヴァリャーグたちの移動進出路の一つである）。可能性としては、ルーシ人もスラヴ人も東スラヴ人（東スラヴ語群の人々）であったということであり、ルーシは当時東ローマ帝国から「スラヴ人」と呼ばれていた農耕民と異なり広く交易を行っていたためスカンディナヴィア諸国や東ローマ帝国との交流も多く、そのため外来の文化や技術、あるいはヴァイキングと似た習俗ならばそれも積極的に取り入れていた人々なのだとする。そしてノルマン系のヴァリャーグは遠方からやってくる人々であったことから、俗説として、この東スラヴ人たちは遠方の地に対する漠然とした憧れから、ヴァリャーグに自分たちの起源を求めたというものであるが、基本的には移住者は長い年月を経て、その土地や慣習に同化してしまうのが一般的である。
例としては、ポーランド北部のオクシヴィエ文化の時代の初期ゴート族が挙げられる。ゴート族がスカンディナヴィア出身である俗説であるゴート起源説（一種の建国神話であるが、あくまで伝説上のものであり、歴史学の対象とされていない）は、現代では既に完全に否定されており、彼らは北部ドイツ鉄器時代のヤストルフ文化からバルト海南岸を東進してその特色を強めたゲルマン語派の部族であることは確実とされている。しかもヤストルフ文化と同時代のスカンディナヴィアでは、ゲルマン語派は存在していなかった。このオクシヴィエ文化時代は、当時はまだ青銅器時代からようやく鉄器時代への移行期の段階にあったスカンディナヴィア、特にスウェーデン東部とは積極的に交流しており、ドイツ北部とスウェーデン東部の発掘状況から、この当時は先進地域のドイツ側が後進地域のスウェーデン側へ文化的影響を与えていたのであるが、遠方の地に対する漠然とした憧れもあり、伝説の類の民間伝承などはスウェーデン側から採り入れていた可能性があるが（仮にそれが事実であれば、文献を残したフランク、東ローマ、イスラームは、先進地域であり、後進地域である東欧、東スラヴ人の居住地域に文化的影響を与えており、遠方の地への漠然とした憧れを抱いていたことになる。しかしそれをもって彼らが自分たちの起源を求めたという事実はない。東スラヴ人はキリスト教を通じて東ローマ文化を吸収しているが、ノルマン人は、東ローマ文化とは直接関わりを持たず、また、東スラヴ人の文化、慣習を吸収してはいない）、スラヴ人の神話・伝承などは、スカンディナヴィアやゲルマン人の神話・伝承などとは根本的に異なっているため反証としては弱く、また、発掘状況からの伝説、民間伝承なども推測に頼っており、確証はない。
ロシアなどで有力な説としては、「ルーシ」がドニエプル川中流に居住していた東スラヴ人のポリャーネ族の国号から来ており、語源はその自称「ロス」に由来する、というものがある。
ほかの仮説としては、ルーシとは黒海近辺のローシ川に住むスラヴ系民族の名称であったものが、伝説上でヴァリャーグと結び付けられたというものである。ただし、年代記においてはルーシ族の活動が現ロシア・レニングラード州ヴォルホフスキー地区から始められたとされるが、これが事実であるとすれば、黒海沿岸においてスラヴ系民族として存在していたとしても、ロシア北部でのこのスラヴ系民族の活動は中世文書の史料上では認められていない。同年代記では、初めて記載された12個の東スラヴ人の部族の内には入っておらず、ルーシとスラヴが海外の文献においてはっきりと区別させられていることから、両集団は交易（故地においては、農民であり、漁民であり、また技術者でもあった）と農耕という、生業で区別されていたとする。これも混血というケースを否定していない。

### 結論
結局のところ、ノルマン説も反ノルマン説も中世文書の信頼性の有無の考察や考古学上の誤謬に頼って安易な結論を導く傾向があり、信用性のある文献や考古学的手法も取り入れて中世文書の信憑性再検討という膨大な作業を必要とすることから、共に決定力に欠いており（もともとこの時代の資料は大変に少なく、憶測が多分に含まれざるを得ない上、ルーシと呼ばれる人々には混血説もあり、はっきりとしたことは言えない面もある）、どちらか真実かは現時点では断言できず、原初年代記も現代から見て不正確な面も多い。またスラヴ人は、人種的共同体ではなく、言語的共同体であり、中世以前から様々な民族、文明の混交を繰り返しているため、純粋なスラヴ人が有史以前から存在していたわけではない（ゲルマン人も同様）。よって考古学的考証も、スキタイやゴート族などの実在例もあり、膨大な考古資料の考察作業を要していることからも、両者の決定的な確説にまでには至らず平行線となっている。
ただ間違いなく言えるのは、この時代にヴァリャーグと呼ばれる、一般にゲルマン人（ゲルマン系であるノルマン人を含む）とされるが、系統不明の部分も多分に含む一団が入り込んでいた事と、彼らが中世ルーシの歴史に大きな影響をもたらしたということである。ルーシに関しては上記の西欧、ギリシャ、イスラームでの文献やルーン石碑の刻銘があるものの、決定的とはまだ言えず、西欧と東欧の歴史家（注意：歴史学者ではない）との論争は、今日に渡って続けられている。ただし、少なくとも初期ルーシ族の活動は、原初年代記の記載に従えば、民族の出自に関係なく、ヴァリャーグの活動そのものであったと言える。